# 487 aC
El 487 aC va ser un any del calendari romà pre-julià. A l'Imperi Romà es coneixia com l'Any del Consolat de Sabí i Tusc (o també any 267 ab urbe condita). La denominació 487 aC per a aquest any s'ha emprat des de l'edat mitjana, quan el calendari Anno Domini va ser el mètode prevalent a Europa per a anomenar els anys.

## Esdeveniments

### Egipte
- Revolta a l'Egipte contra l'Imperi Aquemènida.[2]

### Grècia
- Clístenes és segurament l'introductor de l'ostracisme que aquest any s'aplica per primera vegada. Els ciutadans poden votar l'exili d'algú per un període de deu anys. El primer condemnat és Hiparc de Colarges, de la dinastia dels pisistràtides.[3]
- Els arconts d'Atenes són elegits per insaculació, primer pas cap a la democràcia grega.[4]
- L'illa d'Egina i la ciutat d'Atenes van a la guerra. Egina s'enemista amb Atenes abans de l'arribada dels perses. Els rei d'Esparta Leotíquides, intenta una treva sense èxit abans de començar la guerra.[5]

### República Romana
- Tit Sicini Sabí i Gai Aquil·li Tusc són elegits cònsols a Roma. Tit Sicini Sabí va fer la guerra contra els volscs aconseguint els honors del triomf segons diuen els Fasti Capitolini, i el seu col·lega Aquil·li Tusc va lluitar contra els hèrnics als que va derrotar. Per la seva victòria se li va concedir una ovació o un triomf menor.[6][7]